# Eight South Lane
22°16′57″N 114°07′47″E / 22.2825°N 114.1298°E

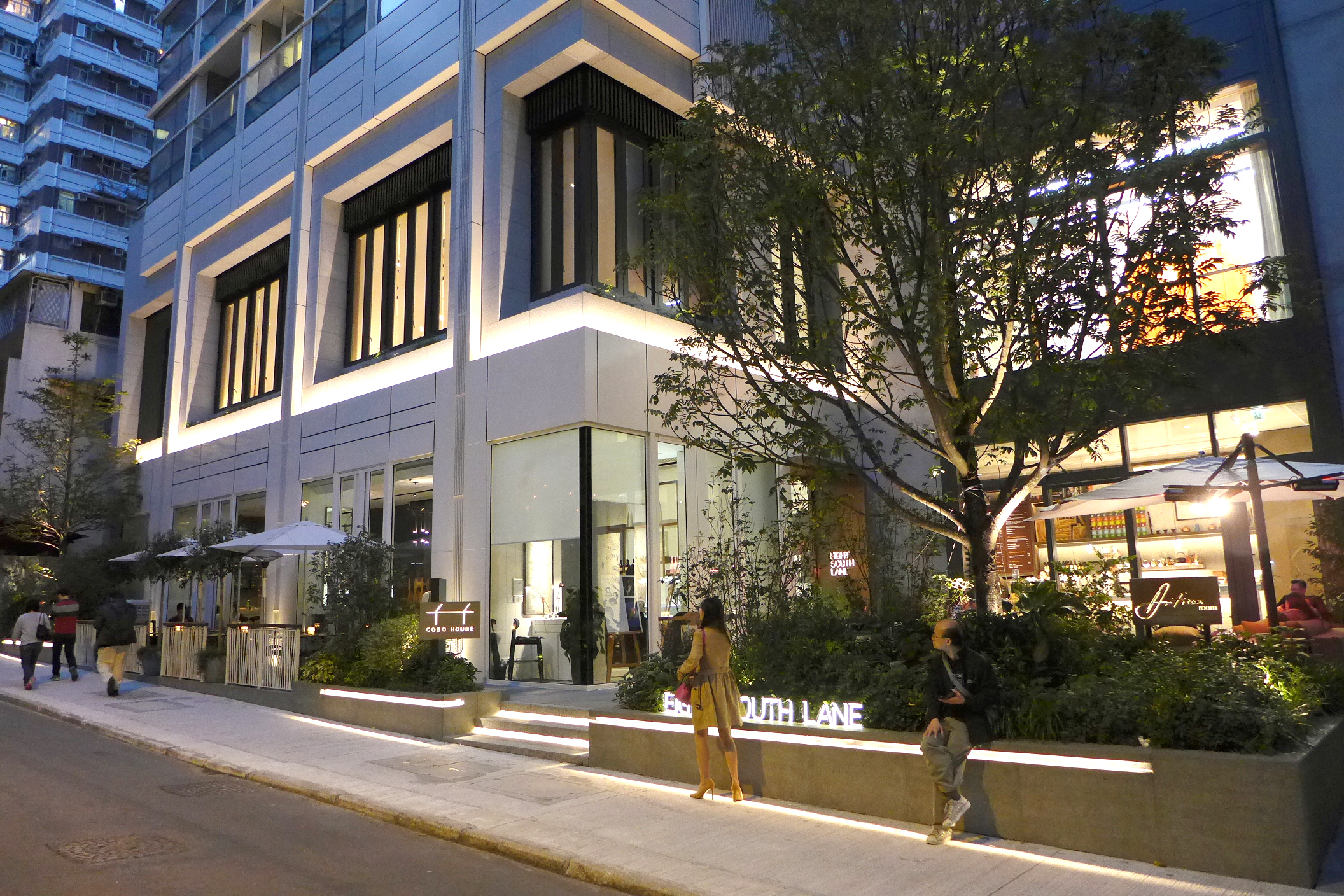
Eight South Lane地下商鋪

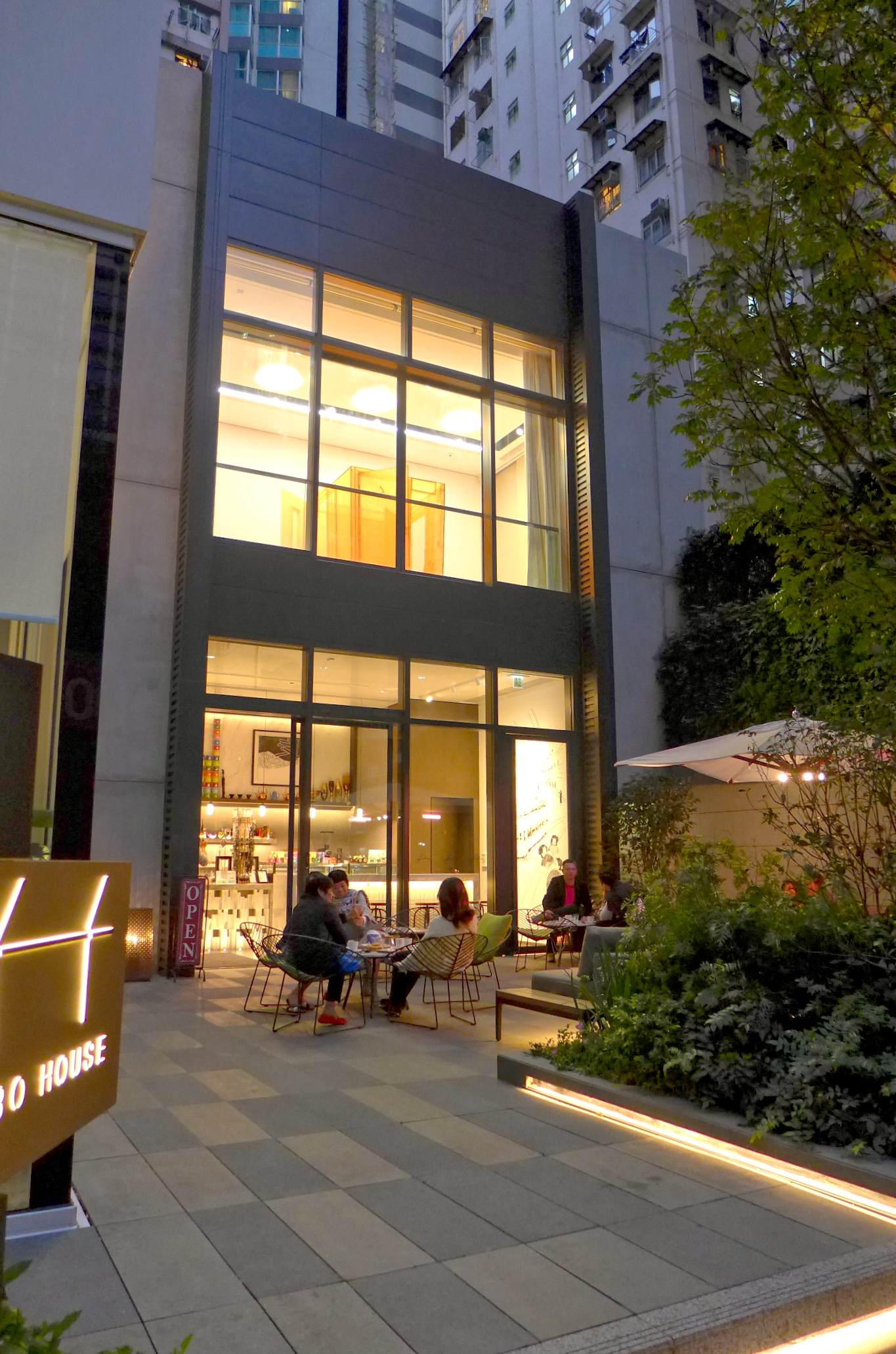
Eight South Lane戶外空間

Eight South Lane（坊間中文名稱：南里8號）為香港石塘咀南里的單幢私人住宅，樓高共23層，由新世界發展發展，並由轄下公司新世界物業管理負責管理，於2015年12月正式入伙。項目毗鄰港鐵香港大學站 (B2出口步行約1分鐘)。

## 歷史
原唐樓業主為中國中冶，於2010年年中招標投得南里4至14號項目逾9成5業權，作價2.2億港元。2010年8月透過強制拍賣，收購餘下半成業權，4A號及6號，作價約1仟多萬港元，並以3.2億元易手給新世界發展，獲利達7,000萬元。

## 簡介
Eight South Lane位於傳統名校11校網和港鐵香港大學站，由物業步行至港鐵入口只需一分鐘。物業開售時平均呎價達19,636元，至2014年11月經已全部售罄。另新世界發展執行董事鄭志剛為項目的幕後總策劃人。大廈玻璃幕牆由法國著名建築師Florent Nédélec團隊設計。
樓宇共高25層（包括1層地下低層但不包括天台，並略去4、13、14及24樓），一層5戶，提供95個住宅單位，開放式單位及一房單位的實用面積由285平方呎至323平方呎。
25樓為住客會所，其設施包括宴會廳、圖書館、遊戲室，瑜珈房及健身室。頂層更有燒烤設施，以及空中花園提供綠化休憩空間。而2至23樓為全數95個住宅單位，其中約76個為一房連開放式廚房單位，餘下19個則為全開放式單位。示範單位曾設於豐盛創建大廈30樓。
地下至1樓為商鋪，地下租戶為星加坡著名糕餅廚師Janice Wong 開設的Cobo House by 2am:dessertbar及新世界發展開設的Artisan Room咖啡店，內設3.5呎高「Dutch Lab」巨形鋁質冰滴咖啡機。兩間食肆都在2020年年中結業。
2023年1月，新世界發展以7000萬港元出售Eight South Lane地下及1樓商鋪。

## 樓盤質素
有線電視財經資訊節目《樓盤傳真》曾聯同測量師陳旭明及驗樓師詹濟南到樓盤驗樓，惟一需要執漏的瑕疵為兩處油漆崩花，單位取得97分。評级為A (極佳)

## 興建圖片

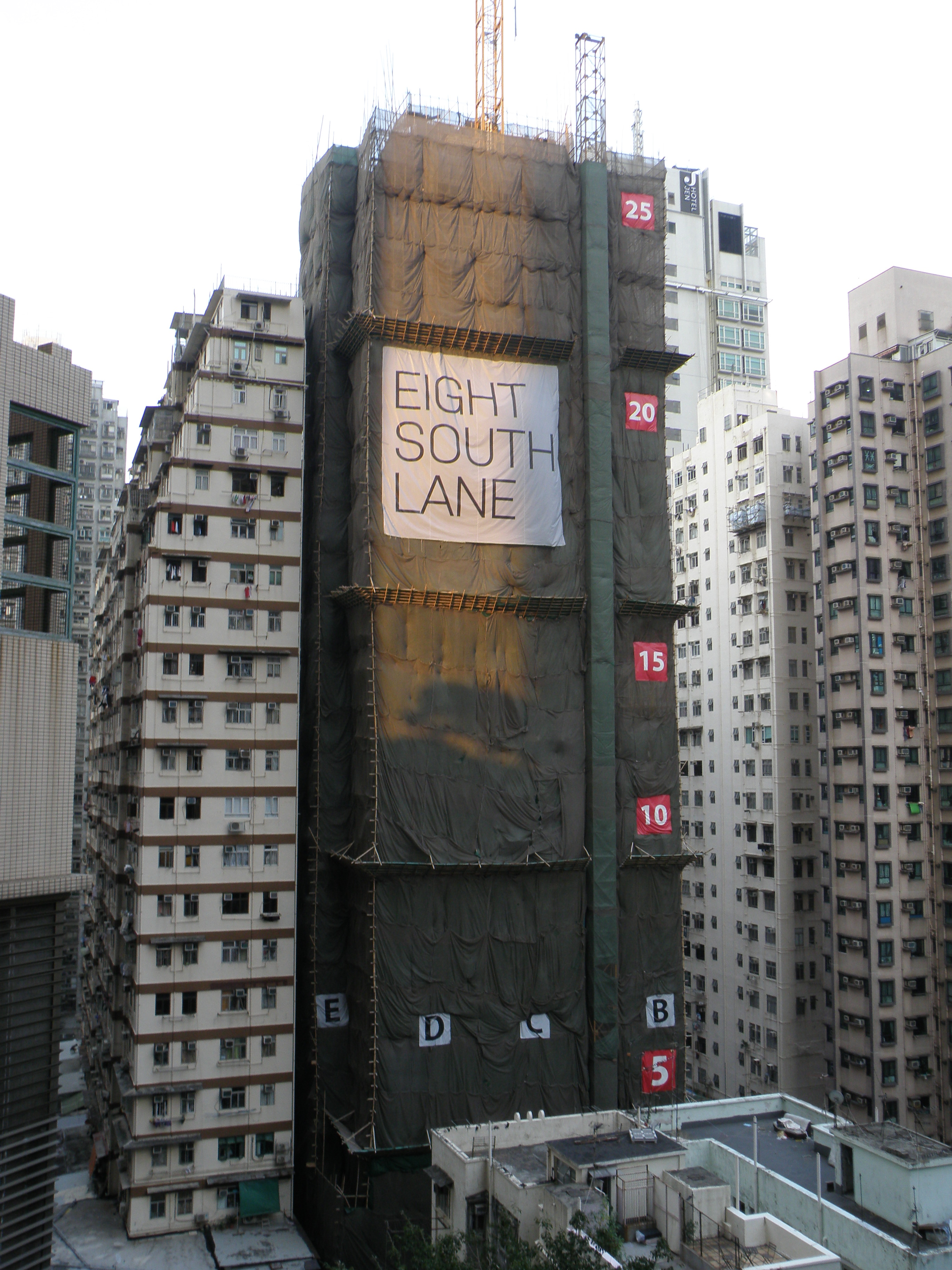
2014年10月
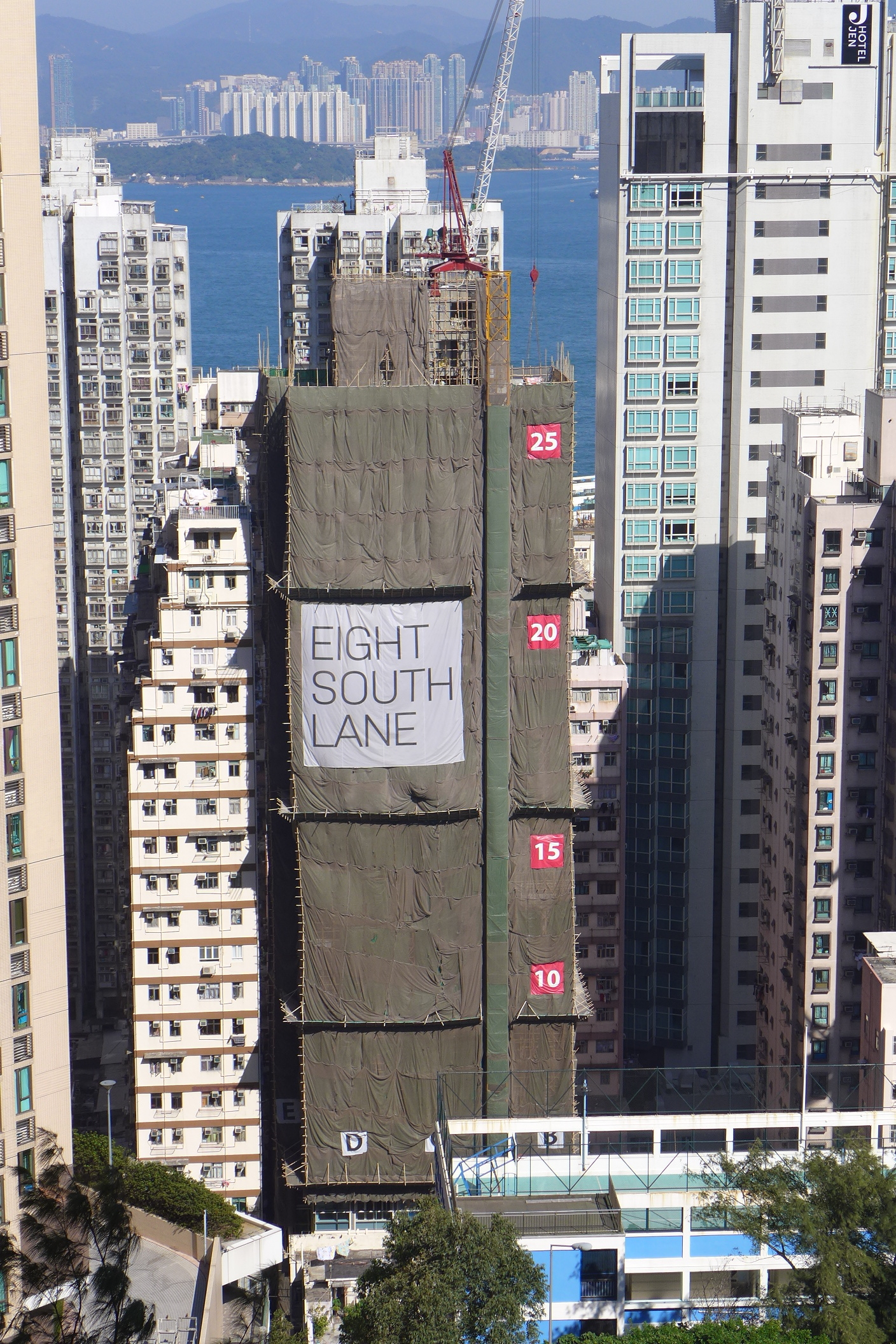
2014年12月
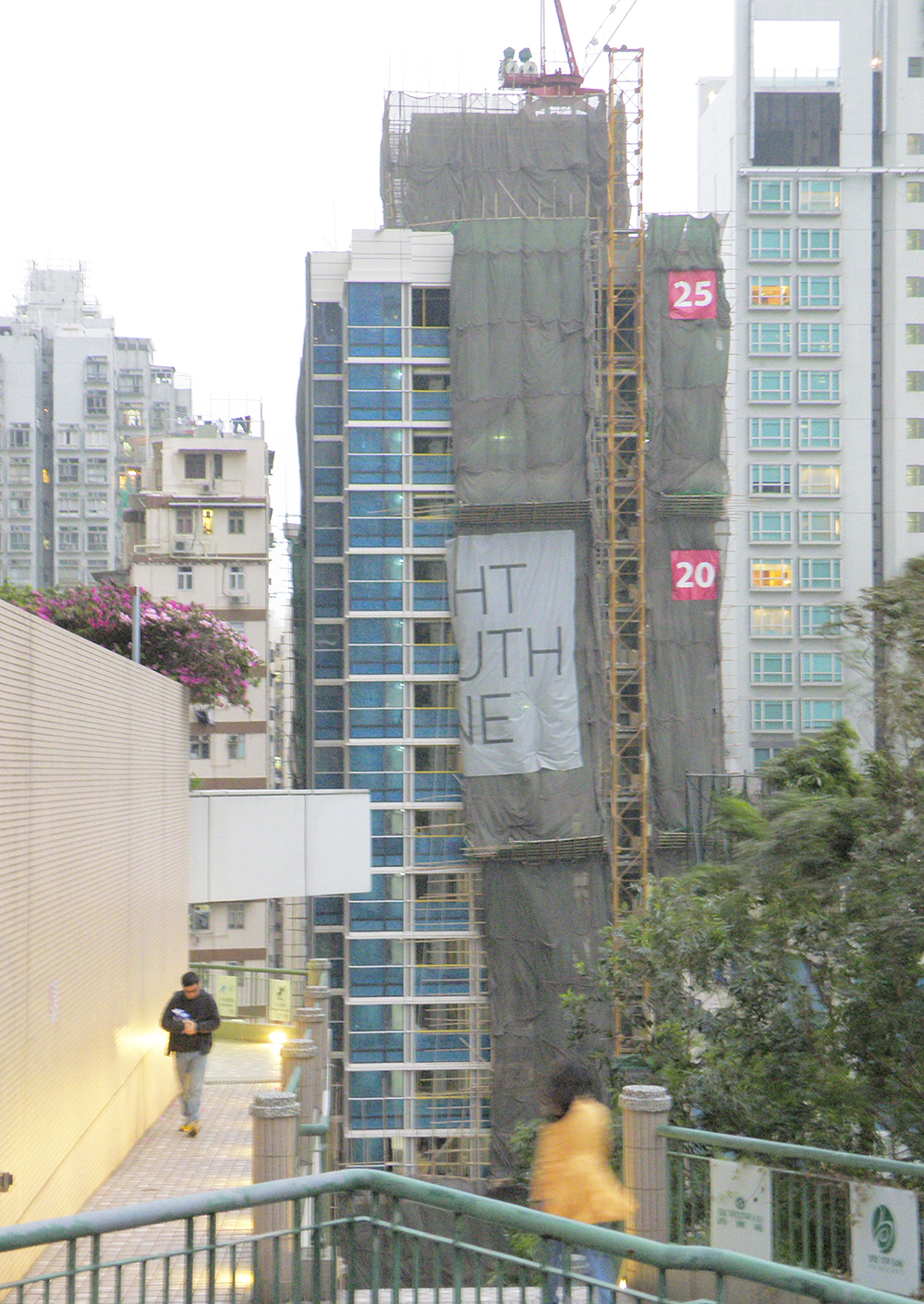
2015年3月
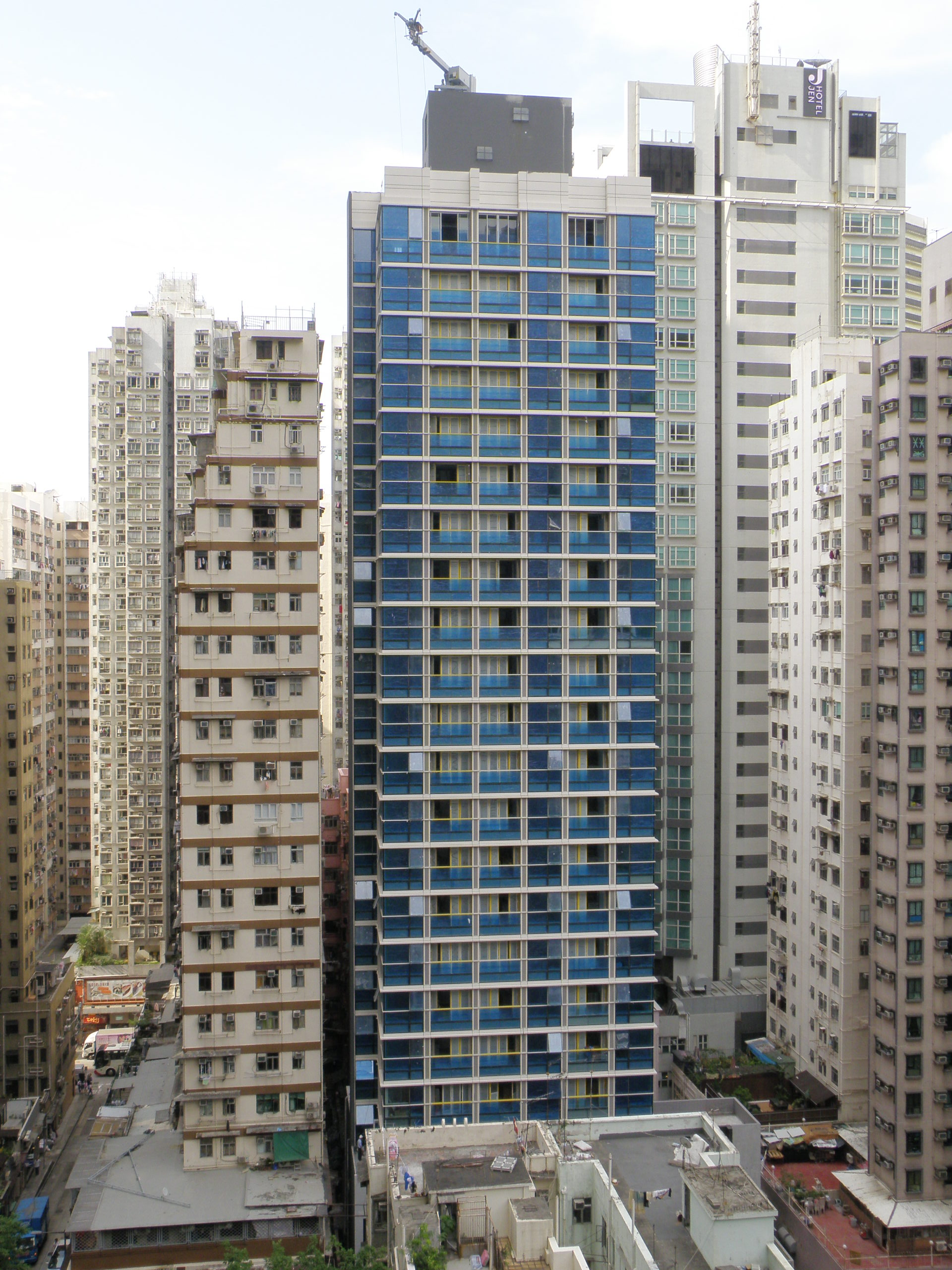
2015年5月

## 附近住宅
- 寶翠園
- 山景園
- 金陵閣
- 山道花園
- 南里壹號

## 外部連結
- Eight South Lane 官方網頁（页面存档备份，存于）